# 渡邊高之助
渡邊 高之助（わたなべ たかのすけ、1919年（大正8年）3月3日 - 2003年（平成15年）7月1日）は、日本の声楽家（テノール）・音楽教育者。新字体で、渡辺 高之助と表記されることがある。

## 経歴
東京府四谷区生まれ。1941年（昭和16年）東京音楽学校声楽科卒業。木下保に師事。東京放送合唱団などで活躍。1952年（昭和27年）の二期会創立以来のメンバー。オペラ歌手として、二期会、グルリット・オペラ協会、長門美保歌劇団等、数多くのオペラに出演し、昭和音楽大学オペラ研究所に記録されているだけでも出演回数は58回にのぼる。
音楽教育面においては1958年（昭和33年）東京芸術大学助教授となり、1960年（昭和35年）声楽科主任、1969年（昭和44年）教授。1975年（昭和50年） - 1982年（昭和57年）同大附属音楽高校校長、1982年（昭和57年） - 1986年（昭和61年）音楽学部長を務めた。1986年（昭和61年）東京芸術大学名誉教授、二期会オペラスタジオ所長。1992年（平成4年）沖縄県立芸術大学音楽部長、1994年（平成6年）同大大学院音楽芸術研究科長。後に同大学名誉教授。
門下生による「ぐるーぷ・なーべ」が組織されており、2019年10月5日には「第93回ぐるーぷ・なーべ演奏会  - 我らが師、渡邊高之助先生への憧憬 -  生誕100年によせて」が開催されている。優れた門下生を多数輩出しており、高丈二、田口興輔、小林一男、川上洋司、星洋二、高井治、富浦元公、小川明子、大門康彦、辻秀幸、砂崎香子、箕輪健、吉田浩之、佐藤ひさら、板橋勝、成田勝美、上野律子、福成紀美子、秦貴美子、伴真純、枝川一也、末廣正巳、市原多朗、三林輝夫、高橋啓三、川村祐子、渡辺葉子、坂本弘國、浦田隆司、竹本絵里子、大島博、岡田三千枝、宮崎千恵、太刀川昭、松尾健市、川本愛子、桑原英子、岩本久美、篠崎義昭などがいる。
元・二期会会員。日本演奏連盟会員。第6回日本歌曲コンクール審査員。
2003年（平成15年）7月1日、胃がんのため東京都世田谷区の病院で死去、84歳没。
渡邊の功績を讃え、二期会オペラ研修所本科修了生の中から、最優秀な者へ贈る「渡邊高之助賞」が制定されている。

## 受賞歴
- 1953年（昭和28年）毎日音楽賞（伊庭賞）
- 1959年（昭和34年）大阪芸術祭賞
- 1989年（平成元年）勲二等瑞宝章

## 著書・監修
- 標準版 リズムの練習 楽譜 渡辺高之助：監修 木村和子：著 2002年3月13日 ケイ・エム・ピー ISBN 978-4773214130
- 標準版 リズムの練習 楽譜 渡辺高之助：監修 木村和子：著 2018年2月19日 ケイ・エム・ピー ISBN 978-4773243543
- 標準版 ハ音記号による新曲視唱 楽譜 渡辺高之助：監修 木村和子・長恭子：著 2002年3月13日 ケイ・エム・ピー ISBN 978-4773214147
- 標準版 ハ音記号による新曲視唱 楽譜 渡辺高之助：監修 木村和子・長恭子：著 2017年3月7日 ケイ・エム・ピー ISBN 978-4773242492

## 作曲作品
- 『“ダ”』（北原白秋詞）[1]

## 主なディスコグラフィー
- 獨唱『平和を讃える三つの歌』燔祭の 永井隆（作詞）、山田耕筰（作曲）渡邊高之助（テナー）、コロムビア女聲合唱團、コロムビアオーケストラ（コロムビア、商品番号 : B275_2213427）[42]
- 信時潔：交声曲『海道東征』北原白秋（作詞）、信時潔（作曲）、朝倉春子、山内秀子（ソプラノ）、千葉静子（アルト）、藤井典明、渡辺高之助（テノール）、中山悌一（バリトン）、栗本正（バリトン・バス）、木下保（指揮）、東京音楽学校管弦楽部・合唱団、録音：1941年[43]
- 渡辺高之助の芸術、その心【ぐるーぷ・なーべ第20回演奏会を記念して】[44]
- 山田耕筰の遺産6 歌曲編6 CD 1996年4月20日 Columbia COCA-13176[45]
- 山田耕筰名作歌曲集（オムニバス）CD 1987年12月25日 EMIミュージック・ジャパン
- 日本SP名盤復刻選集2 (日本語版) CD 2007年12月6日 ローム･ミュージック･ファンデーション ANOC6056A[46]
- SP音源復刻盤 信時潔作品集成（2008年度（平成20年度）文化庁芸術祭大賞受賞）オムニバス 日本伝統文化振興財団 VZCC-85/90[47]
- 二期会50周年記念CD（オムニバス）2002年4月10日 ビクターエンタテインメント[48]
- オルフ：カルミナ・ブラーナ（日本初演）（NHK交響楽団／エッシュバッハー）（N響アーカイブシリーズ）[49]